# Louis François Coutard
Pour les articles homonymes, voir Coutard.
 (avril 2019).
Si vous disposez d'ouvrages ou d'articles de référence ou si vous connaissez des sites web de qualité traitant du thème abordé ici, merci de compléter l'article en donnant les références utiles à sa vérifiabilité et en les liant à la section « Notes et références ».
Louis François Coutard, né à Ballon (Sarthe) le 19 février 1769 et mort à Paris le 19 mars 1852, est un général et homme politique français.

## Biographie

### Jeunesse
Descendant d’une famille de Ballon honorablement connue depuis le XVIe siècle, la famille perd ses biens dans le grand incendie de 1705 qui ruine bon nombre d’habitants. Les Coutard, dans les registres paroissiaux, exercent dès lors la profession de marchands. La famille demeure à l’hôtel des Murs — hôtel particulier habité au cours du temps par des magistrats et bourgeois de Ballon. Louis François Coutard y voit le jour le 19 février 1769.
Pris en charge par son parrain l’abbé Huard, curé de l'église Notre-Dame de la Couture au Mans, Louis Coutard fait ses humanités au sein de l’illustre collège de l’Oratoire au Mans. Son engagement et ses convictions religieuses laissent présager qu’il consacrerait sa vie à un état ecclésiastique, mais en fin de scolarité il quitte brusquement le collège et s’engage le 13 mars 1787 comme simple soldat dans le 26e régiment d’Infanterie de Bresse.

### Les campagnes révolutionnaires et napoléoniennes
Il achète son congé le 1er septembre 1791 et entre le lendemain dans le 1er bataillon de volontaires de la Sarthe. Le 13 janvier 1792, il passe dans la Garde constitutionnelle du Roi Louis XVI. Le 30 mai suivant cette garde est licenciée, et Coutard rejoint le 1er bataillon de volontaires de la Sarthe, où il doit combattre les Vendéens. Capitaine le 11 janvier 1793, il se signale le 17 août suivant à la prise de la redoute de Jolimay, et reçoit pendant l'action un coup de feu à la jambe droite. Il est promu au grade de chef de bataillon, puis adjudant-général le 14 octobre de la même année. Le 23 fructidor an III, il rentre avec son grade dans le 1er bataillon de volontaires de la Sarthe, incorporé depuis dans le 73e de ligne.
Débutent alors les campagnes révolutionnaires hors de France. Le 14 ventôse an VII, à l'assaut d'Ortona (royaume de Naples), il pénètre le premier dans la ville sous le feu par une embrasure armée de sa pièce de canon chargée à mitraille. Il commande les grenadiers de l'aile droite à la bataille de Trébia le 13 prairial an VII, soutient pendant longtemps et avec une poignée d'hommes les efforts d'un ennemi supérieur en nombre, et reçoit dans cette action une blessure assez grave qui ne l'empêche cependant pas de continuer à combattre. Au siège de Gênes, il gravit avec 50 hommes la montagne des Deux-Frères, sans tirer un coup de fusil, saute dans les retranchements ennemis et s'en empare. Sa brillante conduite dans une vigoureuse sortie de la garnison, le 13 prairial an VIII, lui gagne le rang de chef de brigade sur le champ de bataille. Il fait la campagne de l'an IX à l'armée des Grisons, et celles des ans X et XI sur les côtes de l'Océan.
Le 12 vendémiaire an XII, le premier Consul lui confie le commandement du 65e régiment d'infanterie de ligne, et le 19 frimaire suivant il le nomme chevalier de la Légion d'honneur. Le colonel Coutard suit les campagnes de l'an XIV et de 1806 avec l'armée du Nord, puis celles de 1807 à 1809 dans la Grande Armée. Traversant toute l’Europe avec les armées impériales, il combat sous les ordres de Davout en Pologne en 1808. C’est au cours de ce séjour qu’il rencontre Hélène Davout des Vignes, cousine du Maréchal, qu’il épouse à Varsovie.

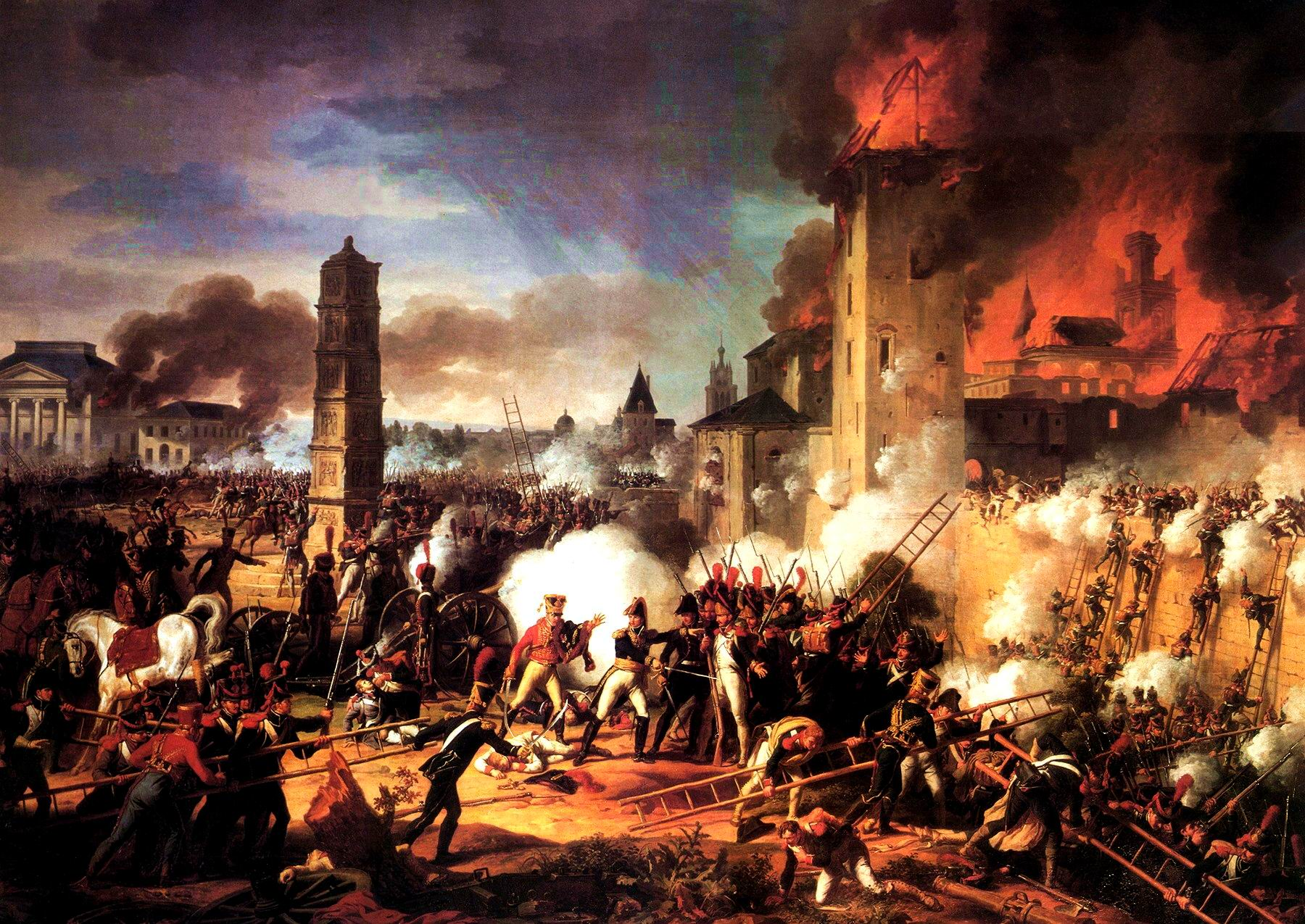
Charles Thévenin, Attaque et prise de Ratisbonne. 21 avril 1809 (1812), château de Versailles. Lannes menant la charge lors de la bataille de Ratisbonne.

Bloqué dans Ratisbonne en avril 1809, il est fait prisonnier à la capitulation de celle-ci. « Après les batailles d'Abensberg et de Landshut », dit le capitaine Gallois dans un écrit publié au XIXe siècle, « Napoléon Ier, changeant de direction marcha sur Eckmühl, où il battit complètement l'armée autrichienne. Il se présenta ensuite devant Ratisbonne le jour qu'il avait indiqué. Il croyait cette place occupée par le 65e régiment fort de quatre beaux bataillons ; mais le colonel Coutard avait capitulé la veille. » Rendu à la liberté après que les Français eurent repris la place, il est immédiatement remis en activité et combat lors des campagnes de 1810 et 1811 avec l'armée d'Espagne. Il devient général de brigade le 6 août 1811. Napoléon le nomme ensuite baron de l'Empire et l'emploie au corps d'observation de l'Elbe, devenu, le 18 janvier 1812, le 2e de la Grande Armée.
Pendant une partie de la retraite de Russie, il commande avec beaucoup de distinction l'arrière-garde du 6e corps. Le 9 décembre, il est blessé dans un engagement en avant de Vilnius durant lequel il soutient plusieurs attaques successives. Mis en disponibilité le 29 janvier 1812, il est ensuite alternativement chargé du commandement du département de la Gironde et des Basses-Pyrénées.

### La Restauration
Le 16 mars 1814, Louis XVIII lui confie le commandement supérieur de la place de Rochefort. Nommé lieutenant-général le 25 novembre 1814, il est appelé le 2 juin 1815 au commandement des gardes nationales de Lille.
En 1816, le général Coutard fait partie du conseil de guerre chargé de juger le général Mouton-Duvernet. Le roi lui confère le titre de comte et lui donne successivement le commandement des 3e et 13e divisions militaires. Des troubles éclatent à Brest à la fin de 1821 entre les missionnaires et les habitants ; l'opposition accuse le général d'avoir mis trop facilement son épée au service de la sacristie. Le gouvernement récompense toutefois son zèle : il l'appelle, le 1er janvier 1822, au commandement de la 1re division militaire. Gouverneur militaire de Paris, il occupe encore ce commandement au moment de la Révolution de Juillet.
En parallèle de ces activités, Louis Coutard est élu deux fois (1827 et 1830) à la Chambre des députés, représentant Mamers : il démissionne lorsque la révolution de Juillet commence, Coutard démissionne de son mandat de député. Compris le 4 août au nombre des généraux disponibles, et admis l'année suivante au traitement de réforme, il obtient sa réforme le 26 juin 1831. À partir de cette époque, le général Coutard vécut éloigné des affaires publiques.
Louis Coutard meurt à Paris le 22 mars 1852.

## Distinctions
- Légion d'honneur :
  - légionnaire le 19 frimaire an XII (11 décembre 1803), puis ;
  - officier le 25 prairial an XII (14 juin 1804), puis ;
  - commandeur le 23 août 1814, puis ;
  - grand officier le 24 août 1820, puis ;
  - grand-croix le 30 octobre 1829.
- Ordre royal et militaire de Saint-Louis :
  - chevalier le 30 août 1814, puis ;
  - grand-croix en 1824.

## Armoiries
| Figure | Blasonnement |
|        | Armes du baron Coutard et de l'Empire (décret du 19 mars 1808, lettres patentes du 21 décembre 1808 (Madrid)). Écartelé : le premier d'azur aux trois créneaux d'or posés en fasce ; le deuxième des barons militaires ; le troisième de gueules au lion rampant la tête contournée d'argent tenant une lance polonaise d'or ; le quatrième d'azur aux trois jambes coupées de cheval deux et une, croix d'argent brochant sur les quatre quartiers. Livrées : les couleurs de l'écu. |